# 官房胡同
官房胡同，是位于北京市西城区中部的一条胡同。现已无存。

## 简介
官房胡同的走向呈马蹄形，两口都向南通往太平桥大街。全长150米，平均宽4米。清朝泛称“沟头”。1911年之后始称“官房胡同”。2010年代，为兴建新兴盛项目，官房胡同被拆除。